# Canthidium taurinum
Canthidium taurinum là một loài bọ cánh cứng trong họ Bọ hung (Scarabaeidae).